# Anthrax lepidiota
Anthrax lepidiota är en tvåvingeart som beskrevs av Roberts 1928. Anthrax lepidiota ingår i släktet Anthrax och familjen svävflugor. Inga underarter finns listade i Catalogue of Life.